# Neostichtis clarinota
Neostichtis clarinota là một loài bướm đêm trong họ Noctuidae.